# Is dat nog wel wetenschap?
Is dat nog wel wetenschap? is het bekendste boek van de Amerikaanse journalist en wetenschapsschrijver Martin Gardner (1914–2010).
Het werd oorspronkelijk in 1952 uitgegeven onder de naam In the Name of Science: An Entertaining Survey of the High Priests and Cultists of Science, Past and Present ("In naam der wetenschap: een vermakelijk rapport van de hogepriesters en sekteleden van de wetenschap in verleden en heden"). Sinds de tweede editie van 1957 draagt het de titel Fads and Fallacies in the Name of Science: The curious theories of modern pseudoscientists and the strange, amusing and alarming cults that surround them. A study in human gullibility ("Rages en drogredenen in naam der wetenschap: de eigenaardige theorieën van moderne pseudowetenschappers en de vreemde, amusante en alarmerende cultussen die hen omringen. Een studie naar menselijke lichtgelovigheid"). In 1967 verscheen de eerste Nederlandse vertaling als Is dat nog wel wetenschap? bij Uitgeverij Het Spectrum (Prisma Pockets).
Is dat nog wel wetenschap? is een aanklacht tegen allerlei contemporaine vormen van pseudowetenschap. Het werd erg populair en wordt tot op heden aangeraden als een standaardwerk. Michael Shermer, oprichter en directeur van The Skeptics Society, beschouwt het boek als de oorsprong van de moderne skeptische beweging. Inmiddels ondergaat de Nederlandse uitgave zijn 90e druk.